# Stade Sébastien Charléty
Stade Sebastien Charléty, cunoscut sub numele simplu de Stade Charléty sau doar Charléty, este un stadion multifuncțional din arondismentul 13 din Paris, Franța. Oficial, capacitatea actuală a stadionului este de 20.000 de locuri. Stadionul a fost inaugurat în 1939 și a fost proiectat de arhitectul francez Bernard Zehrfuss. Este stadionul pe care joacă meciurile de pe teren propriu echipa Paris FC, care concurează în Ligue 2.